# 黎伯泉
黎伯泉（1935年—）上海市金山区金山卫镇八二村人，八二大队党支部副书记，中共十一大代表。

## 生平
黎伯泉幼年时经历了抗日战争，侵华日军杀害了他所在村的许多人，他的哥哥也因逃难时未及拿衣服而受寒病死在逃难途中。中华人民共和国成立后，1955年黎伯泉加入中国共产党，后任八二大队党支部副书记，任内率领群众兴修水利、改造盐碱地，成为上海市及华东地区农业先进集体。1977年，黎伯泉也成为中共十一大代表。改革开放后，随着城镇化发展，黎伯泉一家进城居住。2017年，黎伯泉得知中共十九大即将召开，便写下一封致中共中央的贺信，托中共上海市金山区委书记赵卫星带到大会上。